# Ломако, Владимир Андреевич
Владимир Андреевич Ломако (укр. Володимир Андрійович Ломако; 17 января 1937, село Градижск, Харьковская область, Украинская ССР — 16 сентября 2021) — советский и украинский учёный-правовед, специалист в области уголовного права. Кандидат юридических наук (1969), профессор (1993). С 1974 по 1980/1 был проректором Харьковского юридического института по учебной работе, а с 1992 года работал профессором на кафедрах уголовного права и уголовного права № 2 Национальной юридической академии Украины имени Ярослава Мудрого. Лауреат Государственной премии Украины в области науки и техники (2006), Заслуженный работник образования Украины (2004).

## Биография
Владимир Ломако родился 17 января 1937 года в селе Градижск Харьковской области (ныне Глобинский район Полтавской области Украины). В 1955 году поступил в спецшколу МВД СССР в Калининграде. В 1957 году по окончании спецшколы поступил на юридический факультет Краснодарского филиала Всесоюзного юридического заочного института, который окончил в 1962 году. Одновременно с учёбой в вузе работал в правоохранительных органах: сначала Ставропольском крае, а затем и Полтавской области (1957—1961) и возглавлял Кременчугский районный комитет ВЛКСМ (1961—1962).
На протяжении трёх лет после окончания вуза Ломако работал помощником прокурора Кременчугского района, а затем в 1965 году поступил в аспирантуру Харьковского юридического института. Работая в прокуратуре подружился с местным адвокатом Владимиром Голиной, которого убедил поступить в аспирантуру в Харьковский юридический институт. В будущем Голина стал профессором. В 1968 году Владимир Ломако окончил аспирантуру и в следующем году под научным руководством доцента В. В. Сташиса успешно защитил диссертацию на соискание учёной степени кандидата юридических наук по теме «Условное осуждение по советскому уголовному праву и эффективность его применения». Его официальными оппонентами на защите диссертации были доцент Л. Н. Сугачёв и профессор Н. А. Стручков.
После защиты диссертации продолжил работать в этом вузе на кафедре уголовного права, где последовательно занимал должности ассистента, старшего преподавателя и доцента. Одновременно с научно-преподавательской работой занимался административной. С 1969 по 1974 год был заместителем декана одного из факультетов вуза, а с 1974 по (по другим данным 1980) 1981 год Ломако был проректором по учебной работе. В 1973 году ему было присвоено учёное звание доцента.
Начиная с 1992 года Владимир Андреевич работал на должности профессора кафедры уголовного права Украинской юридической академии (до 1991 года — ХЮИ, с 1995 по 2009 — Национальная юридическая академия Украины имени Ярослава Мудрого). После разделения кафедры уголовного права на кафедру уголовного права № 1 и № 2, перешёл работать на последнюю, заняв там также профессорскую должность. В 1993 году ему было присвоено учёное звание профессора. Участвовал в доработке проекта Уголовного кодекса Украины 2001 года. Руководил научно-методическими семинарами по Общей части уголовного права, который функционировал при его кафедре. По состоянию на начало 2014 года продолжал работать на должности профессора кафедры уголовного права № 2 и был одним из восьми работающих в вузе его заслуженных профессоров.
Владимир Андреевич Ломако скончался 16 сентября 2021 года.

## Научно-педагогическая деятельность
Среди проблем уголовного права, исследованием которых занимался Владимир Андреевич, были состав преступления, вина, невменяемость, освобождение от наказания.
По состоянию на 2014 год В. А. Ломако был автором и соавтором более чем 60 научных трудов. Основными среди них являются: «Применение условного осуждения» (монография, 1976), «Осуждение без реального отбывания лишения свободы» (учебное пособие, 1987), «Отстрочка исполнения наказания» (учебное пособие, 1992), «Уголовное право Украины. Общая часть» (укр. «Кримінальне право України. Загальна частина»; соавтор учебника, 2001, 2004, 2006, 2007 и 2010), «Уголовное право Украины. Особенная часть» (укр. «Кримінальне право України. Особлива частина»; соавтор учебника, 2001, 2004, 2006, 2007 и 2010), «Уголовный кодекс Украины. Научно-практический комментарий» (укр. «Кримінальний кодекс України. Науково-практичний коментар»; соавтор, 2003, 2004, 2006, 2007 и 2013).
Изданная в 1976 году монография «Применение условного осуждения» характеризовалась как работа, которая полностью освещает эту тему. Одной из её главных особенностей стало то, что была определена роль общественности в контексте обеспечения эффективности применения условного осуждения. Также в работе были рассмотрены вопросы сущности, оснований и последствий условного осуждения, важности испытального срока и применения дополнительных наказаний в уголовном праве.
В. А. Ломако был научным руководителем у четырёх кандидатов юридических наук, среди которых были В. П. Базов (2009), О. А. Володина (2003), Ю. А. Кондратьев (1984), К. Н. Оробец (2012). Также он был официальным оппонентом на защите кандидатской диссертации у В. Ч. Песлякаса.

## Награды
Владимир Андреевич был удостоен ряда государственных, ведомственных и научных наград и отличий:
- Государственная премия Украины в области науки и техники (Указ Президента Украина № 1103/2006 от 20 декабря 2006) — «за учебники: „Уголовное право Украины: Общая часть“ — К.: Юринком Интер; Х.: Право, 2001. — 416 с.; „Уголовное право Украины: Общая часть“ — 2-е изд., перероб. и доп. — К.: Юринком Интер, 2004. — 480 с.; „Уголовное право Украины: Особенная часть“ — К.: Юринком Интер; Х.: Право, 2001—496 с; „Уголовное право Украины: Особенная часть“. — 2-е изд., перероб. и доп. — К.: Юринком Интер, 2004. — 544 с.»[23];
- Почётное звание «Заслуженный работник образования Украины» (9 декабря 2004) — «за весомый вклад в подготовку высококвалифицированных специалистов, многолетнюю плодотворную научную и педагогическую деятельность и по случаю 200-летия учебного заведения»[24];
- Медаль «Ветеран труда» (1984);
- Юбилейная медаль «За доблестный труд. В ознаменование 100-летия со дня рождения Владимира Ильича Ленина» (1970);
- Премия имени Ярослава Мудрого (2002);
- Почётная грамота Министерства высшего и среднего специального образования Украинской ССР[укр.] (1970);
- Почётная грамота Министерства внутренних дел Украины (1995);
- Почётное отличие Министерства юстиции Украины (2008)[25];
- Почётное звание «Заслуженный профессор Национального университета „Юридическая академия Украины имени Ярослава Мудрого“» (2013).